# Marizete Pereira
Marizete Lisboa Fernandes Pereira (Brumado, 17 de julho de 1946) é uma política brasileira. Foi filiada ao PMDB entre 1991 e 2010 e eleita a deputada estadual pela Bahia, exercício 2007 a 2011. É casada com o político Edmundo Pereira Santos, com quem tem os filhos: Feliciano, Joabe, Natan e Mateus. É filha de Manuel Fernandes dos Santos e Floripes Lisboa Fernandes.

## Biografia
Em Brumado cursou o primário na Escola Getúlio Vargas e o secundário no Colégio Nossa Senhora das Mercês, em  Salvador. Também em Brumado formou-se em magistério pela Escola General Nelson de Melo, 1967 e entre 1969 e 1994, foi professora na Escola Lions Club.

### Política
Na política foi secretária municipal de ação social, entre 1989-1993 e 1996-2004; foi membro do Conselho de Direitos da Criança e do Adolescente (CONDICA) e presidente do Conselho Municipal de Assistência Social, em Brumado. Foi eleita deputada estadual pelo Partido do Movimento Democrático Brasileiro( PMDB), exercício 2007-2011. 
Na Assembléia Legislativa da Bahia, foi presidente da Comissão de Direitos da Mulher, entre 2007 e 2008; titular das comissões saúde e saneamento entre 2007 e 2008; dos Direitos Humanos entre março e abril de 2007; suplente da Comissão Especial de Assuntos Territoriais e emancipação entre 2007 e 2008). Também foi membro da Sub-comissão de Saneamento Básico 2007. 
Deixou o seu cargo de deputada Estadual para concorrer as eleições municipais na sua cidade natal, Brumado, quando formou uma aliança com o PT, PC do B, PTB, PDT e PRB, sendo que o vice-prefeito Fredinho, do Partido dos Trabalhadores (PT), contou com o apoio incondicional do, então governador, Jaques Wagner e do presidente Lula.